# Brandon Walters
Brandon Walters (* 1996) je australský herec známý svým hereckým výkonem ve filmu Austrálie. Je původním obyvatelem Austrálie.

## Biografie
Waltersovi byla v šesti letech diagnostikována leukémie, kterou po roce léčení v nemocnici v Perth úspěšně vyléčil. Léčbu tak dokončil v roce 2003.
Režisér filmu Austrálie Baz Luhrmann hledal pro roli domorodého chlapce Nullaha herce téměř dvanáct měsíců, když jeden člen štábu spatřil Walterse se svým otcem na koupališti v Broome roku 2007. Když poslal fotografii režisérovi, odepsal mu, že se o chlapce velmi zajímá. Walters nikdy dříve neopustil Západní Austrálii, a tak se spolu s několika dalšími uchazeči přesunul do Sydney. Nakonec jeho rodina spolu s Luhrmannem jeli kempovat nedaleko Broome, kde se Walters definitivně rozhodl roli vzít. Když se dostavil na natáčení, neměl tušení, kdo je Nicole Kidman nebo Hugh Jackman. I přes tento fakt se s hlavní představitelkou poměrně sblížil a ta se rozhodla ho nadále podporovat v jeho kariéře.